# Alvan Fisher

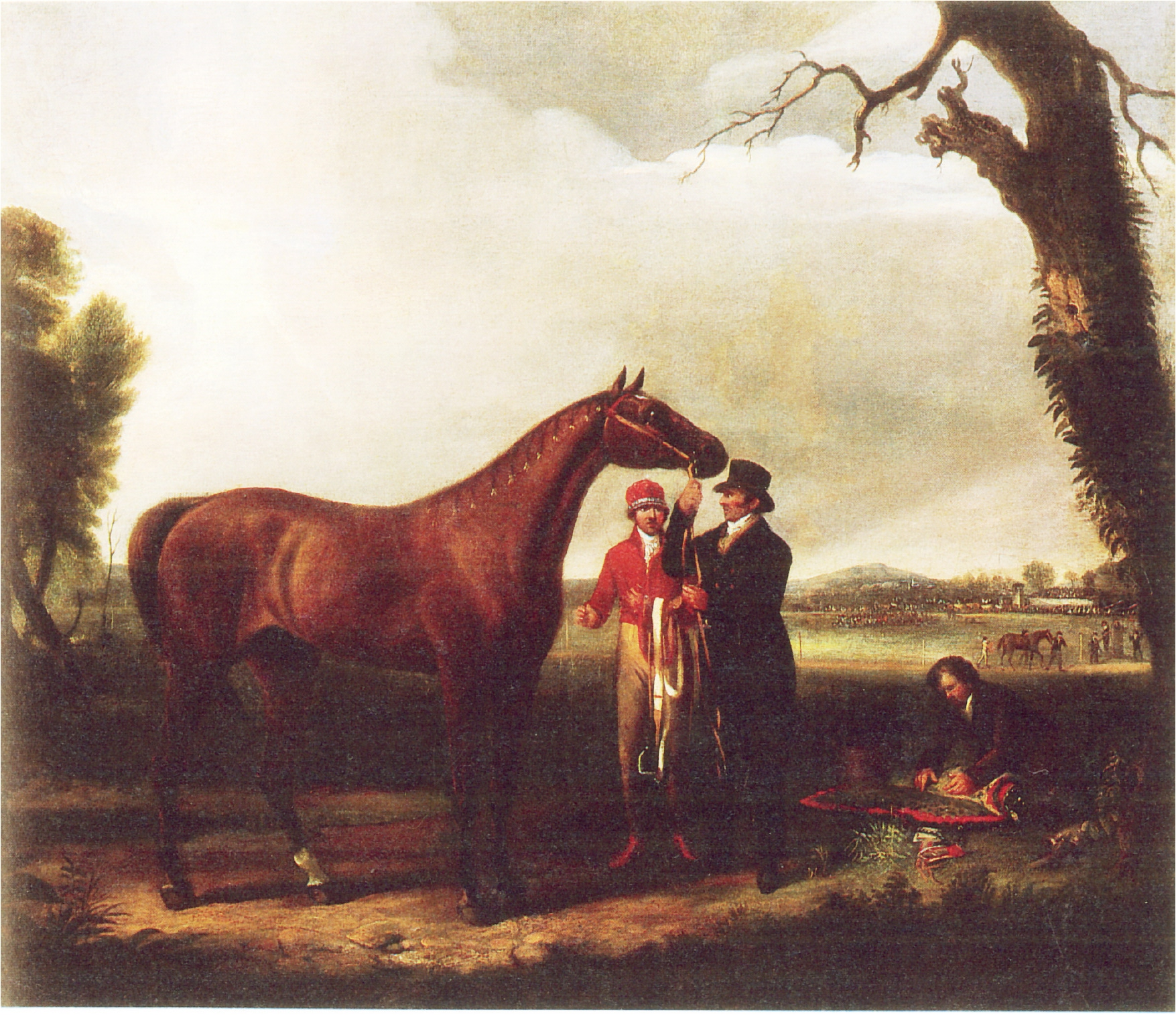
Eclipse with race track, 1823

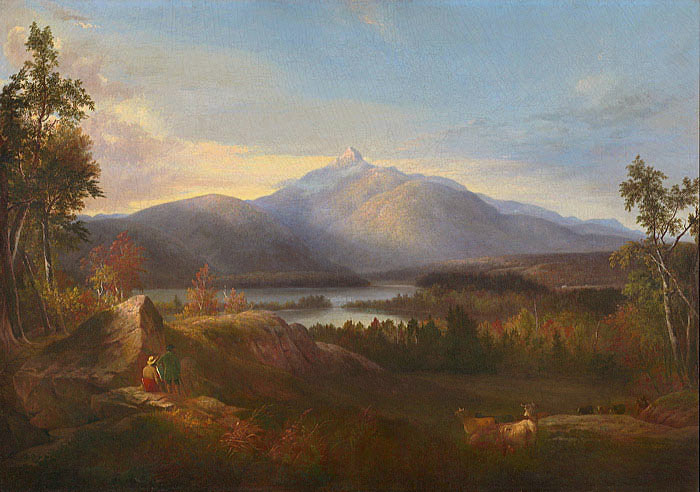
Providence from Across the Cove, 1860

Alvan Fisher (ur. 9 sierpnia 1792 w Needham, zm. 13 lutego 1863 w Dedham) – amerykański malarz, prekursor malarstwa pejzażowego w Stanach Zjednoczonych.

## Życiorys
Urodził się w Needham w Massachusetts jako czwarty z sześciu synów Aarona i Lucy Fisherów. W 18. roku życia podjął naukę w Bostonie u malarza Johna Ritto Pennimana. Uczył się malarstwa portretowego, dekorował powozy i malował znaki handlowe. Samodzielną działalność rozpoczął w 1814 otwierając własne studio w Bostonie. W tym czasie zainteresował się pejzażem, wiele podróżował po północno-wschodniej części Stanów Zjednoczonych poszukując pięknych krajobrazów. Malował m.in. Góry Białe w New Hampshire i kilkakrotnie wodospad Niagara. Chętnie poruszał tematykę rustykalną, malował sceny rodzajowe, zwierzęta i portrety, w późniejszym okresie także tematy marynistyczne. W 1825 wyjechał do Europy, odwiedził Anglię, Francję, Włochy i Szwajcarię, studiował dzieła starych mistrzów i odwiedzał największe galerie.
Po powrocie do Ameryki Fisher kontynuował karierę w Bostonie osiągając znaczny sukces artystyczny i materialny. Wystawiał od 1817 w Pennsylvania Academy of the Fine Arts, później w Boston Athenaeum i National Academy of Design, której był honorowym członkiem od 1827. Był jednocześnie artystą jak i energicznym przedsiębiorcą, umiejętnie sprzedawał swoje prace na aukcjach, organizował loterie i zatrudniał agentów artystycznych. Utrzymywał liczne kontakty z innymi malarzami, jego przyjaciółmi i współpracownikami byli m.in. Chester Harding (1792–1866), Francis Alexander (1800–1880) i Thomas Doughty (1793–1856). Artysta zmarł w 1863 w Dedham (Massachusetts) i został pochowany na Dedham Village Cemetery.
Pomimo że po śmierci Fishera jego twórczość dość szybko została zapomniana, malarz jest obecnie uważany obok Thomasa Doughty za pioniera amerykańskiego pejzażu i prekursora Hudson River School. W 1961 Jacqueline Kennedy zdecydowała o umieszczeniu jego obrazu The Remnant of the Tribe w Green Room w Białym Domu. Dużą kolekcję prac Fishera i materiały biograficzne posiada Dedham Historical Society, jego prace eksponowane są w licznych galeriach amerykańskich.